# Les Torpilleurs
Pour plus de détails, voir Fiche technique et Distribution.
Les Torpilleurs (en russe : Торпедоносцы, Torpedonostsy) est un drame de guerre soviétique réalisé par Semion Aranovitch en 1983.

## Fiche technique
- Titre : Les Torpilleurs
- Titre original : Торпедоносцы (Torpedonostsy)
- Réalisation : Semion Aranovitch
- Scénario : Alexeï Guerman, Svetlana Karmalita
- Photographie : Vladimir Iline
- Direction artistique : Isaak Kaplan
- Compositeur : Alexandre Knaïfel
- Son : Galina Loukina
- Montage : Aleksandra Borovskaïa
- Producteur exécutif : Ada Staviskaïa
- Production : Lenfilm
- Pays d'origine : URSS
- Format : 35 mm - 1.33 : 1  - Couleur - Mono
- Genre : drame, film de guerre
- Durée : 96 minutes
- Date de sortie : 1983

## Distribution
- Rodion Nakhapetov : lieutenant Alexandre Belobrov
- Andreï Boltnev : ingénieur Gavrilov
- Alexeï Jarkov : sergent major Fedor Tcherepets
- Stanislav Sadalski (ru) : lieutenant Dmitrienko
- Tatiana Kravtchenko (en) :
- Vera Glagoleva : Choura
- Nadejda Lukachevitch (en) : Nastia
- Alexandre Sirine (ru) : major Plotnikov
- Iouri Kouznetsov : Fomenko
- Sergueï Bekhterev (ru) : ingénieur Kourotchkine
- Aleksandre Filippenko : général d'aviation
- Edouard Volodarski : capitaine